# 拉斯·馮·提爾
拉斯·馮·提爾（丹麥語：Lars von Trier，又譯拉斯·馮·特爾、拉茲·馮·特爾，1956年4月30日—）是一位丹麥導演與劇作家，他是前衛、激進電影拍攝運動逗馬95宣言的發起人之一，但他自己本身的電影拍攝手法則多變與不斷實驗，具有鮮明的個人特色。他曾以《歐洲特快車》（1991年）、《破浪而出》（1996年）與《在黑暗中漫舞》（2000年）分別於坎城影展獲得評審團獎、評審團大獎與金棕櫚獎。

## 生平

### 家庭
拉斯·馮·提爾於1956年出生在丹麥，他的父母都是共產黨員，並且崇尚天體，所以年幼的拉斯·馮·提爾曾多次參加天體活動。他的家人都是無神論者，雖然他的继父血統上是猶太人，但是也沒有宗教信仰。他的父母並沒有讓家裡的空間充滿太多娛樂及宗教的活動，但也不對他們的小孩制定任何規範，這都對於拉斯·馮·提爾的人格發展造成複雜的影響。他在11歲时收到一台超八米釐攝影機當作禮物，从此開始製作電影。他也在高中時代參加獨立電影的製作。
1989年他母親臨終前表示她的猶太丈夫並非拉斯·馮·提爾的親生父親，而是她的前雇主弗里茨·迈克尔·哈特曼（1909–2000），親生父親家族是德裔天主教家庭，並有許多出色的古典音樂家，他的祖父母都是知名音樂家，丹麥管風琴家約翰·彼得·埃米琉斯·哈特曼是他叔叔。

### 丹麥電影學校
他在1979年進入丹麥電影學校。在就讀電影學校時，他拍攝了《Nocturne》（1980年）、《Den sidste detalje》（1981年）及《影像多面體》 （1982年）這幾部電影，並曾獲得慕尼黑影展最佳影片獎。他的電影學校同儕暱稱他是「馮·提爾」。這是一個雙關語，因為馮被暗喻為貴族，當時拉斯與提爾在丹麥都是常見的姓名。據說他維持馮這個名字是對於约瑟夫·冯·斯坦伯格及艾利·馮·史托洛海姆表示敬意，他們也都是後來才在名字裡加上馮這個字。拉斯·馮·提爾在1983年畢業於丹麥電影學校，他的57分鐘畢業作品《影像多面體》成為史上第一個丹麥電影學校畢業作品在戲院上映。

### 歐洲三部曲
拉斯·馮·提爾從電影學校畢業後，開始拍攝歐洲三部曲，這是一系列的驚悚電影。1984年的《犯罪分子》獲得坎城影展技術大獎，這也是一部非寫實的且與普遍丹麥電影大相徑庭的電影。
二部曲《瘟疫》在1987年上映，也入圍第37屆坎城影展一種注目單元，這部電影是一種偽紀錄片的形式，行解構電影之實的影片。利用虛構電影與紀錄片的真實，利用瘟疫將真實與非真實扣連蔓延，展開了對電影更多話題與紀錄片更多想像的討論。
1991年的《歐洲特快車》是歐洲三部曲最後一部，入圍第44屆坎城影展正式競賽單元，最終獲得評審團獎等3項大獎。

### 參卓帕與《醫院風雲》
拉斯·馮·提爾的合作夥伴製作人皮特·占森於1992年創辦電影公司「參卓帕」（Zentropa），這是以《歐洲特快車》中鐵路公司命名的。參卓帕除了製作拉斯·馮·提爾之外的電影，也製作電視劇，甚至還曾發行情色電影。
為了讓這間公司獲得足夠的資金，拉斯·馮·提爾執導了《醫院風雲》（丹麥語：Riget，1994年）及《醫院風雲2》（Riget II，1997年）這兩部迷你影集，劇情描述丹麥國立醫院國王醫院，而Riget則是一般稱呼該醫院的口語說法。這系列迷你劇集獲得商業與藝術上的集大成就，獲得許多獎項，但是後來因為主要演員相繼過世而未繼續拍攝續集。

### 逗馬95宣言
拉斯·馮·提爾與湯瑪斯·凡提柏格等丹麥導演於1995年共同提出一個激進的電影運動逗馬95宣言，主張回歸真實的拍攝手法，以作為好萊塢特效電影的反動，但並不被丹麥國內電影工作者看好，甚至被認為稀釋與浪費丹麥電影資源。
在拍攝出真正逗馬95宣言作品之前，他在1996年進行一次特別的電影院實驗，共有53位演員參與，他稱這次實驗為《Psychomobile 1 – The World Clock》，賈斯柏·亞吉爾（Jesper Jargil）則執導一部相關的紀錄片《De Udstillede》，並且在2000年上映。另外還拍攝了良心三部曲的首部曲《破浪》(1996年)，獲得坎城影展評審團大獎，女主角艾蜜莉·華特森也入圍奧斯卡最佳女主角獎。
拉斯·馮·提爾和凡提柏格直到1998年才真正拍攝出符合逗馬95宣言規範的電影，最初的兩部電影（凡提柏格的《那一個晚上》與拉斯·馮·提爾的《白痴》）雙雙成為該年坎城影展正式競賽片，並陸續獲得許多獎項，從此打響了逗馬95宣言在影史上的地位，也激發世界各地導演拍攝出逗馬95宣言電影，使其成為近代最重要的電影運動之一。

### 2000年代
拉斯·馮·提爾在2000年拍攝電影作品《在黑暗中漫舞》，女主角是冰島歌手碧玉，這也是她的大銀幕處女作。《在黑暗中漫舞》後來獲得坎城影展金棕櫚獎，而碧玉演唱的歌曲《I've Seen It All》也入圍奧斯卡最佳歌曲獎。
他在2003年與約根·萊斯（Jørgen Leth）共同執導紀錄片《五道電影難題》，這部紀錄片也包括相當長的實驗電影片段。
然後拉斯·馮·提爾接連執導「美國三部曲」兩部電影－妮可·基曼主演的《厄夜變奏曲》及布莱斯·达拉斯·霍华德主演的《命運變奏曲》。這兩部電影拍攝風格非常實驗性，演員在接近空曠的舞台上演出，地板則用粉筆標示出各種建築配置。這兩部電影也聚集許多著名的國際巨星，包括哈莉葉·安德森、洛琳·白考兒、詹姆斯·肯恩、丹尼·葛洛佛及威廉·達佛等人。這兩部電影對美國社會做出許多批判，包括奴隸制度及零容忍態度，甚至被外界質疑是反美國作品。
2009年《撒旦的情與慾》則描述一對夫妻因為失去了兒子，丈夫為了試圖消除妻子的恐懼與不安，於是他們避居到一個位於樹林的廢棄小屋裡，但是他們都無法避免自然中的邪惡，於是情勢更加惡劣。這部電影包含許多關於性愛的劇情，並由威廉·達佛與夏綠蒂·甘絲柏所主演。《撒旦的情與慾》在該年坎城影展播映後引起爭議，夏綠蒂·甘絲柏則獲得最佳女主角獎；为宣揚精神、人性及普世價值而设的基督教評審團则由于片中的反女性的剧情而授予该片特殊的「反獎項」(Anti-award)。

### 2010年代
拉斯·馮·提爾於2011年發行《世紀末婚禮》，這是一部關於憂鬱症和末日题材的科幻劇情片，預算為500萬歐元，由柯絲婷·鄧斯特和夏綠蒂·甘絲柏主演，鄧斯特也因此片獲得坎城影展最佳女主角獎。
2013年12月，拉斯·馮·提爾的第13部電影《性愛成癮的女人》（Nymphomaniac）即將在丹麥上映，再次由夏綠蒂·甘絲柏主演。

## 恐懼症
拉斯·馮·提爾有許多恐懼症，包含對於飛行、疾病等，他曾在受訪中表示「除了電影之外，我都害怕生活中所有的事物。」其中尤以懼怕飛行為甚，他拒絕搭乘飛機，因此他電影的主要拍攝地點都在丹麥或瑞典，即使這些電影場景設定在美國；早期他也因為要參與坎城影展而困擾前往方式，後來他都一律從丹麥開車到法國坎城。

## 爭議
拉斯·馮·提爾於2011年坎城影展記者會上接受訪問時，坦承說她母親死前告訴他生父另有其人。馮·提爾接著開玩笑說：「我一直以為我是猶太人，原來我是個納粹。」接著談到希特勒：「他也許不是什麼好人，但是我了解他，其實我還有點同情他。」這番話引起爭議，他後來發表聲明，他當時只是開玩笑，他並非有意傷害任何人，他並不反猶太人，他也非納粹；坎城主辦單位為此召開會議，並做出決議表示無法接受對於人道的爭議，將拉斯·馮·提爾列為不受歡迎人物。
他在丹麥國內受訪時表示「若你們這些記者要打我，那就打吧，我會很樂意」接著說：「猶太人大屠殺是史上最糟糕的惡行，我並沒有反猶太人，我有猶太姓氏，我所有的小孩也都有猶太名字。」並表示他的發言非常不智，受到錯誤引導，若是對丹麥記者開玩笑則矣，但是國際記者無法知道他的丹麥式幽默。他也說他非常驕傲可以被坎城影展列為不受歡迎人物，他知道法國人在二戰時也對猶太人很差，因此他知道這類議題在法國是極其敏感的；他非常崇敬坎城影展，但他知道他們現在一定對其非常生氣。
拉斯·馮·提爾陸續接受各國媒體訪問以澄清他當時的言論，其中包括以色列媒體；他表示這些話「非常挖苦，非常粗魯，但非常丹麥式」，他也澄清「我沒有一秒同情過希特勒。」2011年十月他接受GQ訪問時表示，他並非對他所說的話感到抱歉，而是他當時並未清楚明白表示這些只是開玩笑。

## 作品
- 《影像多面向（丹麥語：Befrielsesbilleder）》（1982）
- 《犯罪分子（丹麥語：Forbrydelsens element）》（1984）
- 《瘟疫》（1987）
- 《美狄亞（英语：Medea (1988 film)）》（1988）
- 《歐洲特快車》（1991）
- 《醫院風雲I》（1994）
- 《破浪而出》（1996）
- 《醫院風雲II》（1997）
- 《白痴》（1998）
- 《黑暗中的舞者》（2000）
- 《五道電影難題（丹麥語：De fem benspænd）》（2003）
- 《厄夜變奏曲》（2003）
- 《命運變奏曲》（2005）
- 《老闆我最大（丹麥語：Direktøren for det hele）》（2006）
- 《撒旦的情與慾》（2009）
- 《驚悚末日》（2011）
- 《性愛成癮的女人》（2013）
- 《傑克蓋的房子》（2018）
- 《醫院風雲：出埃及記（丹麥語：Riget Exodus）》（2022）

## 外部連結
- 拉斯·馮·提爾在互联网电影资料库（IMDb）上的資料（英文）
- Lars from 1-10 （页面存档备份，存于）
- Production Company （页面存档备份，存于）
- The Director Interviews: Lars von Trier, The Boss of It All （页面存档备份，存于） at Filmmaker Magazine
- Senses of Cinema: Great Directors Critical Database （页面存档备份，存于）
- 'I'm a control freak - but I was not in control' （页面存档备份，存于） – interview
- Slave to cinema （页面存档备份，存于） - interview
- The Age Interview （页面存档备份，存于）
- Timeout Interview （页面存档备份，存于）